# Pilotaż badań
Pilotaż badań – w naukach społecznych wstępne badania próbne, stosowane najczęściej w badaniach ankietowych mające na celu: 
- weryfikację problemu badawczego, czyli sprawdzenie, czy dany problem występuje w określonym środowisku społecznym;
- sprawdzenie narzędzia badawczego, czyli przydatności zawartych w kwestionariuszu pytań czy kafeterii pod względem stopnia ich zrozumiałości dla badanych, trafności odpowiedzi czy też pod względem liczby pytań, na które respondenci nie udzielili odpowiedzi[1];
- ustalenie problemów organizacyjnych dla właściwego procesu badawczego – określenie sposobu docierania do badanych osób, sprawdzenie mających brać udział w badaniach ankieterów, określenie czasu realizacji badania.

## Rodzaje
Wyróżnia się kilka rodzajów takich badań:
- pilotaż konwencjonalny - polega na przetestowaniu narzędzia (w sposób jak najbardziej zbliżony do jego użycia w badaniu zasadniczym) na małej nielosowej próbie respondentów
- pilotaż pogłębiony - ma na celu weryfikację trafności pytań kwestionariuszowych. Materiały zbierane są poprzez połączenie trzech technik: standaryzowanego wywiadu kwestionariuszowego, obserwacji oraz wywiadu o wywiadzie
- wywiad kognitywny – polega na wywoływaniu dodatkowej wypowiedzi u respondenta, traktowanej jako źródło informacji o poznawczych procesach spowodowanych przez pytanie kwestionariuszowe. Dwa główne podejścia to: technika myślenia na głos oraz sondowanie.
- techniki dodatkowe pilotażu konwencjonalnego - możliwe do zastosowania podczas badania zasadniczego
  - winiety - służą do badania problemów związanych z rozumieniem terminów i zwrotów zawartych w pytaniach
  - wywiad o wywiadzie lub respondent debriefing - pytania zadawane po przeprowadzeniu badania: w przypadku pierwszego odnośnie do oceny odpowiedzi, a ostatniego odnośnie do pytań
- eksperymenty